# 카샤사
카샤사(포르투갈어: Cachaça)는 사탕수수 즙으로 만드는 브라질의 증류주이다. 지역에 따라 핑가(pinga), 카나(cana), 카니냐(caninha) 등으로 불리기도 한다.
사탕수수 즙을 발효시켜 만드는 술로, 사탕수수에서 설탕을 정제하고 남은 당밀을 주원료로 하는 럼과는 맛과 향에 차이가 있다.

## 칵테일
- 카이피리냐: 카샤사에 라임과 설탕을 넣어 만든다.

## 같이 보기
- 럼